# Czira Szabolcs
Czira Szabolcs (Nagykőrös, 1951. szeptember 28. –) magyar állatorvos, politikus, országgyűlési képviselő.

## Életpályája
Szülei: Czira Sándor és Illés Erzsébet voltak. 1970-ben érettségizett az Arany János Gimnázium matematika-fizika tagozatán. 1970–1975 között az Állatorvostudományi Egyetem hallgatója volt. 1975–1985 között a Nagykőrösi Állami Tangazdaságban, majd a Ceglédi Állami Tangazdaságban dolgozott. 1985–1993 között a nagykőrösi Toldi Miklós TSZ állatorvosa volt. 1993–2002 között állatorvosi magánpraxist folytatott.

### Politikai pályafutása
1990–2002 között önkormányzati képviselő volt. 1993 óta az FKGP tagja. 1994-ben országgyűlési képviselő-jelölt volt. 1998–2014 között országgyűlési képviselő volt (Nagykőrös; 1998–2002: FKGP; 2002-: Fidesz). 1998–1999 között az egészségügyi és szociális bizottság, valamint a költségvetési és pénzügyi bizottság tagja volt. 1999–2002 között a külügyi bizottság tagja volt. 1999–2006 között a terület-fejlesztési bizottság tagja volt. 2001–2002 között frakcióvezető-helyettes volt. 2002 óta Nagykőrös polgármestere. 2006–2014 között a foglalkoztatási és munkaügyi bizottság tagja volt.